# Élections cantonales vaudoises de 2002
Les élections cantonales vaudoises ont lieu les 3 mars et 17 mars 2002 afin de renouveler les 180 membres du Grand Conseil et les 7 membres du Conseil d'État du canton de Vaud.

## Système électoral
Le Grand Conseil est le parlement unicaméral du canton de Vaud. Le gouvernement, appelé Conseil d’État, est composé de sept membres. Jusqu'en 2002, tous deux sont renouvelés intégralement tous les quatre ans au suffrage universel direct.

### Grand Conseil
Le Grand Conseil est composé, de 1998 à 2007, de 180 sièges pourvus pour quatre ans au système proportionnel dans 21 circonscriptions, correspondant au 19 districts en vigueur de 1803 à 2007, auxquels s'ajoutent deux circonscriptions dans le district de Lausanne (Pully et Romanel).

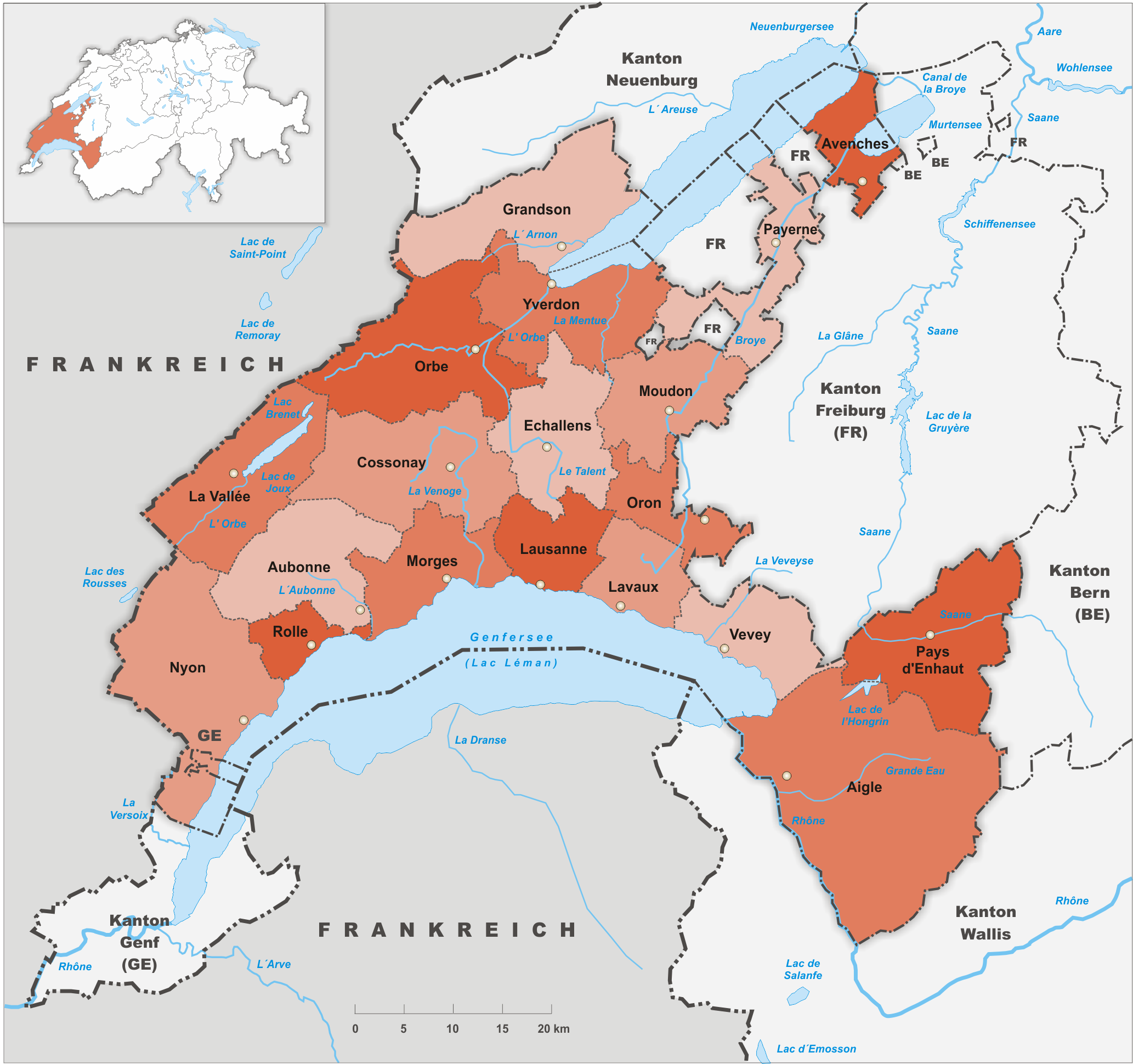
Le canton de Vaud et ses anciens districts.

Les sièges sont répartis par rapport à la population des différentes circonscriptions, certaines circonscriptions formant des groupes d'arrondissement pour la répartition des sièges :
| Arrondissement      | Sièges |
| ------------------- | ------ |
| Aigle-Pays-d'Enhaut | 13     |
| Cossonay-Echallens  | 10     |
| Lausanne            | 37     |
| Lavaux              | 6      |
| Morges              | 19     |
| Moudon-Oron         | 7      |
| Nyon                | 15     |
| Orbe-La Vallée      | 8      |
| Payerne-Avenches    | 7      |
| Pully               | 8      |
| Rolle-Aubonne       | 6      |
| Romanel             | 13     |
| Vevey               | 19     |
| Yverdon-Grandson    | 12     |
| Total               | 180    |

### Conseil d'État
Les sept sièges du Conseil d'État sont pourvus pour quatre ans au scrutin plurinominal majoritaire à deux tours dans une circonscription électorale unique cantonale. Les électeurs votent pour autant de candidats qu'il y a des sièges à pourvoir, à raison d'une voix pour un candidat. Les candidats ayant obtenu la majorité absolue du nombre de bulletins valables sont déclarés élus. S'il reste des sièges à pourvoir, un second tour est organisé entre les candidats restants, et ceux arrivés en tête sont déclarés élus à raison du nombre de sièges restants à pourvoir.
Les listes sont ouvertes, ce qui signifie que les électeurs ont la possibilité de les modifier en rayant ou ajoutant des noms, d'effectuer un panachage à partir de candidats de listes différentes ou même de composer eux-mêmes leurs listes sur un bulletin vierge.

## Résultats

### Au Conseil d'État
| Candidats              | Candidats               | Partis                 | Premier tour | Premier tour | Second tour | Second tour |
| Candidats              | Candidats               | Partis                 | Voix         | %            | Voix        | %           |
| ---------------------- | ----------------------- | ---------------------- | ------------ | ------------ | ----------- | ----------- |
|                        | Philippe Biéler         | VER                    | 70 332       | 48,43        | 57 901      | 58,03       |
|                        | Jacqueline Maurer-Mayor | RAD                    | 66 896       | 46,07        | 49 246      | 49,35       |
|                        | Jean-Claude Mermoud     | UDC                    | 64 119       | 44,15        | 47 355      | 47,46       |
|                        | Charles-Louis Rochat    | LIB                    | 62 084       | 42,75        | 45 329      | 45,43       |
|                        | Pascal Broulis          | RAD                    | 61 409       | 42,29        | 49 353      | 49,46       |
|                        | Pierre Chiffelle        | SOC                    | 61 044       | 42,04        | 50 902      | 51,01       |
|                        | Claudine Amstein        | LIB                    | 59 673       | 41,09        | 43 862      | 43,96       |
|                        | Anne-Catherine Lyon     | SOC                    | 59 116       | 40,71        | 51 583      | 51,69       |
|                        | Éric Golaz              | RAD                    | 59 021       | 40,64        | Retrait     | Retrait     |
|                        | Francine Jeanprêtre     | SOC                    | 54 688       | 37,66        | Retrait     | Retrait     |
|                        | Mario-Charles Pertusio  | PDC                    | 49 826       | 34,31        | Retrait     | Retrait     |
|                        | Josef Zisyadis          | POP                    | 36 400       | 25,07        | 44 500      | 44,60       |
|                        | Robert Gurtner          | AS                     | 5 811        | 4,00         | 206         | 0,21        |
|                        | Jean-Luc Allemann       | Ind.                   | 292          | 0,20         | Retrait     | Retrait     |
|                        | Roland Troillet         | MC                     | Pas candidat | Pas candidat | 2 742       | 2,75        |
|                        | François-Xavier Martin  | PVS                    | Pas candidat | Pas candidat | 2 331       | 2,34        |
|                        |                         |                        |              |              |             |             |
| Votes valides          | Votes valides           | Votes valides          | 145 216      | 93,09        | 99 785      | 98,68       |
| Votes blancs           | Votes blancs            | Votes blancs           | 3 870        | 2,48         | 379         | 0,37        |
| Votes nuls             | Votes nuls              | Votes nuls             | 7 044        | 4,51         | 955         | 0,95        |
| Total                  | Total                   | Total                  | 156 130      | 100          | 101 119     | 100         |
| Abstention             | Abstention              | Abstention             | 204 679      | 56,73        | 259 323     | 71,95       |
| Inscrits/Participation | Inscrits/Participation  | Inscrits/Participation | 360 809      | 43,27        | 360 442     | 28,05       |

### Au Grand Conseil
|                        |                              |              |        |      |     |        |               |  |  |  |  |  |  |  |
| Parti                  | Parti                        | Sigle        | Voix   | %    | +/- | Sièges | +/-           |  |  |  |  |  |  |  |
|                        | Parti socialiste             | SOC          | 31 984 | 22,1 |     | 46     | en stagnation |  |  |  |  |  |  |  |
|                        | Parti radical-démocratique   | RAD          | 30 207 | 20,8 |     | 44     | 10            |  |  |  |  |  |  |  |
|                        | Parti libéral                | LIB          | 20 234 | 14,0 |     | 31     | 4             |  |  |  |  |  |  |  |
|                        | Union démocratique du centre | UDC          | 15 301 | 10,6 |     | 22     | 8             |  |  |  |  |  |  |  |
|                        | Les Verts                    | VER          | 15 125 | 10,5 |     | 21     | 5             |  |  |  |  |  |  |  |
|                        | Parti ouvrier et populaire   | POP          | 7 315  | 5,1  |     | 12     | en stagnation |  |  |  |  |  |  |  |
|                        | Parti démocrate-chrétien     | PDC          | 4 371  | 2,7  |     | 2      | 1             |  |  |  |  |  |  |  |
|                        | solidaritéS                  | SOL          | 1 119  | 1,2  |     | 0      | en stagnation |  |  |  |  |  |  |  |
|                        | Union démocratique fédérale  | UDF          | 602    | 0,4  |     | 0      | en stagnation |  |  |  |  |  |  |  |
|                        | Pourquoi pas ?               | POU          | 291    | 0,2  |     | 1      | 1             |  |  |  |  |  |  |  |
|                        | Démocrates suisses           | DS           | 267    | 0,2  |     | 0      | en stagnation |  |  |  |  |  |  |  |
|                        | Jeunesse indépendante        | JEI          | 262    | 0,2  |     | 0      | en stagnation |  |  |  |  |  |  |  |
|                        | Indépendants                 | Indépendants | 17 802 | 12,0 |     | 1      | 1             |  |  |  |  |  |  |  |
|                        |                              |              |        |      |     |        |               |  |  |  |  |  |  |  |
| Suffrages exprimés     |                              |              |        |      |     |        |               |  |  |  |  |  |  |  |
| Votes blancs           |                              |              |        |      |     |        |               |  |  |  |  |  |  |  |
| Votes nuls             |                              |              |        |      |     |        |               |  |  |  |  |  |  |  |
| Total                  | Total                        | Total        |        |      | –   | 180    | –             |  |  |  |  |  |  |  |
| Abstentions            |                              |              |        |      |     |        |               |  |  |  |  |  |  |  |
| Inscrits/Participation |                              |              |        |      |     |        |               |  |  |  |  |  |  |  |

## Représentation par district
| District            | Total | PS | PRD | LIB | UDC | PES | Divers gauche | Divers centre | Divers droite |
| ------------------- | ----- | -- | --- | --- | --- | --- | ------------- | ------------- | ------------- |
| Aigle-Pays-d'Enhaut | 13    | 3  | 5   | 2   | 2   | 1   |               |               |               |
| Cossonay-Echallens  | 10    | 2  | 2   | 2   | 2   | 1   |               | 1             |               |
| Lausanne            | 37    | 9  | 7   | 4   | 2   | 9   | 5             | 1             |               |
| Lavaux              | 6     | 1  | 1   | 2   | 1   | 1   |               |               |               |
| Morges              | 19    | 6  | 5   | 3   | 2   | 2   | 1             |               |               |
| Moudon-Oron         | 7     | 1  | 2   |     | 2   |     | 1             | 1             |               |
| Nyon                | 15    | 3  | 3   | 3   | 2   | 2   | 1             | 1             |               |
| Orbe-La Vallée      | 8     | 2  | 2   | 2   | 1   |     | 1             |               |               |
| Payerne-Avenches    | 7     | 2  | 3   | 1   | 1   |     |               |               |               |
| Pully               | 8     | 2  | 2   | 2   | 1   | 1   |               |               |               |
| Rolle-Aubonne       | 6     | 1  | 1   | 2   | 1   |     | 1             |               |               |
| Romanel             | 13    | 4  | 3   | 2   | 1   | 2   | 1             |               |               |
| Vevey               | 19    | 6  | 5   | 4   | 2   | 2   |               |               |               |
| Yverdon-Grandson    | 12    | 4  | 3   | 2   | 2   |     | 1             |               |               |
| Canton de Vaud      | 180   | 46 | 44  | 31  | 22  | 21  | 12            | 4             | 0             |

## Élections complémentaires lors de la législature 2002-2007

### Élection complémentaire de 2003
À la suite de la démission du conseiller d’État écologiste Philippe Biéler pour des raisons de santé une élection partielle est organisée en 2003. Les écologistes présentent le député cantonal et entrepreneur François Marthaler pour défendre leur siège. Les Libéraux présentent Jacques-André Haury avec le soutien du reste de la droite. Les socialistes ne présentent pas de candidats en revanche le Parti ouvrier et populaire présente le conseiller national Josef Zisyadis. Face à la nette avance du candidat Vert après le premier tour et pour éviter un second, le libéral et le représentant du POP se retirent. Cependant la candidature au dernier moment de François de Siebenthal sur la liste « Le Défi Vaudois » impose un second tour qui coûte environ un demi-million de francs au canton. La composition partisane du Conseil d’État n'est pas modifié par cette élection.
| Candidats              | Candidats              | Partis                 | Premier tour | Premier tour | Second tour | Second tour |
| Candidats              | Candidats              | Partis                 | Voix         | %            | Voix        | %           |
| ---------------------- | ---------------------- | ---------------------- | ------------ | ------------ | ----------- | ----------- |
|                        | François Marthaler     | PES                    | 59 771       | 42,28        | 105 851     | 87,25       |
|                        | Jacques-André Haury    | LIB                    | 43 308       | 30,63        |             |             |
|                        | Josef Zisyadis         | POP                    | 29 070       | 20,56        |             |             |
|                        | François de Siebenthal | Le Défi Vaudois        |              |              | 8 279       | 6,82        |
|                        | Marc-Étienne Burdet    | Le Défi Vaudois        | 3 722        | 2,63         |             |             |
|                        | François-Xavier Martin | LE LOBBY CITOYEN       | 2 592        | 1,83         |             |             |
|                        | Divers                 | Divers                 | 787          | 0,56         | 1 759       | 1,45        |
|                        |                        |                        |              |              |             |             |
| Votes valides          | Votes valides          | Votes valides          | 141 372      | 99,24        | 121 322     | 99,18       |
| Votes blancs           | Votes blancs           | Votes blancs           | 2 122        | 1,49         | 5 433       | 4,44        |
| Votes nuls             | Votes nuls             | Votes nuls             | 1 082        | 0,76         | 1 005       | 0,82        |
| Total                  | Total                  | Total                  | 142 454      | 100          | 122 327     | 100         |
| Abstention             | Abstention             | Abstention             | 222 977      | 61,02        | 242 672     | 66,49       |
| Inscrits/Participation | Inscrits/Participation | Inscrits/Participation | 365 431      | 38,98        | 364 999     | 33,51       |

### Élection complémentaire de 2004
Après seulement deux ans en poste, le conseiller d’État socialiste Pierre Chiffelle démissionne pour des raisons de santé. Le PS présente le conseiller national et syndicaliste Pierre-Yves Maillard et l'UDC présente l'ancien radical Martin Chevallaz, fils de l'ancien conseiller fédéral Georges-André Chevallaz. Celui-ci est soutenu par le Parti radical et les libéraux, mais pas par le PDC. Pierre-Yves Maillard est élu au Conseil d’État au premier tour avec plus de 60 % des voix. La composition du gouvernement reste inchangée avec 2 PRD, 2 PS, 1 PES, 1 PLS et 1 UDC.
| Candidats              | Candidats              | Partis                 | Premier tour | Premier tour |
| Candidats              | Candidats              | Partis                 | Voix         | %            |
| ---------------------- | ---------------------- | ---------------------- | ------------ | ------------ |
|                        | Pierre-Yves Maillard   | PS                     | 81 063       | 63,05        |
|                        | Martin Chevallaz       | UDC                    | 38 593       | 30,02        |
|                        | Robert Gurtner         | A+S                    | 1 878        | 1,46         |
|                        | Divers                 | Divers                 | 3 413        | 2,66         |
|                        |                        |                        |              |              |
| Votes valides          | Votes valides          | Votes valides          | 128 560      | 99,33        |
| Votes blancs           | Votes blancs           | Votes blancs           | 3 613        | 2,79         |
| Votes nuls             | Votes nuls             | Votes nuls             | 864          | 0,67         |
| Total                  | Total                  | Total                  | 129 424      | 100          |
| Abstention             | Abstention             | Abstention             | 238 343      | 64,81        |
| Inscrits/Participation | Inscrits/Participation | Inscrits/Participation | 367 767      | 35,19        |